# 조제핀 자피
조제핀 자피(Joséphine Japy, 1994년 7월 12일 ~ )는 프랑스의 세이이다

## 출연 작품
- 러브 앳 (2019)
- 폴트레스 (2015)
- 파리-윌로비 (2014)
- 숨 막히는 (2014)
- 끌로끌로 (2012)
- 더 몽크 (2011)
- 뉘이의 어머니 (2009)